# آرون ویلدیگ
آرون ویلدیگ (انگلیسی: Aaron Wildig؛ زادهٔ ۱۵ آوریل ۱۹۹۲) بازیکن فوتبال اهل بریتانیا است.
از باشگاه‌هایی که در آن بازی کرده‌است می‌توان به باشگاه فوتبال همیلتون آکادمیکال، باشگاه فوتبال کاردیف سیتی، باشگاه فوتبال مورکم، باشگاه فوتبال کیدرمینستر هاریرس، و باشگاه فوتبال شروزبری تاون اشاره کرد.
وی همچنین در تیم ملی فوتبال Wales U16 بازی کرده‌است.